# Maria Nordström
Maria Nordström, född 10 maj 1991 i Gävle, är en svensk längdskidåkare som debuterade i världscupen den 14 februari 2015 vid deltävlingar i Östersund. Hennes första världscupseger vann hon i sprintstafett den 5 februari 2017 i Pyeongchang tillsammans med Elin Mohlin.